# يوبي سوفت ساو باولو
يوبي سوفت ساو باولو (بالبرتغالية: Ubisoft São Paulo‏) ، هي شركة تطوير ألعاب فيديو برازيلية سابقة، كانت مقرها في مدينة ساو باولو البرازيلية ، أسست سنة 2008م وأعلنت حلها سنة 2010م.